# 정숙옹주 (성종)
정숙옹주(靜淑翁主, 1493년 ~ 1573년 3월 22일(음력 2월 8일))는 조선의 옹주로, 성종의 12녀이자 서11녀로 막내딸이다. 어머니는 숙의 홍씨이다.

## 생애
이름은 여란(如蘭)이며, 1493년(성종 24년) 성종(成宗)과 숙의 홍씨(淑儀 洪氏)의 7남 3녀중 막내로 태어났다.
1503년(연산군 9년), 세종의 딸 정현옹주와 윤사로 부부의 증손자인 영평위(鈴平尉) 윤섭(尹燮)에게 출가하였다.
1516년(중종 11년) 영평위가 죽자 여생을 정절을 지켰다. 아들이 없었으므로 남편 윤섭의 조카인 윤지함(尹之諴)을 양자로 삼았으나 윤지함 마저 1547년(명종 2년) 세상을 떠나자, 윤지함의 아들인 윤엄(尹儼)에 의지하여 여생을 보냈다.
1573년(선조 6년) 2월 8일 졸하였다. 선조는 정숙옹주의 부음을 듣고 조시(朝市)를 정지시키는 한편, 조문과 치제, 부의를 행하게 하였다.
같은해 4월 21일, 남편 윤섭의 묘가 있는 경기도 안산에서 장례를 치렀다.
| “ | 옹주는 천승(千乘) 제후의 딸로 태어나 부귀를 누리며 자라났는데, 인사(人事)로 말하면 아무나 행하기 어려운 예법의 행동을 끝까지 견지하였고, 천도(天道)로 말하면 아무나 누리기 어려운 장수(長壽)의 복을 향유하였다. | ” |
|   | — 《정숙옹주 묘지명(靜淑翁主墓誌銘)》 |   |

## 가족 관계
| - 조부 : 덕종(德宗, 1438~1457) - 조모 : 소혜왕후 한씨(昭惠王后 韓氏, 1437~1504) - 아버지 : 성종(成宗, 1457~1494) - 외조부 : 홍일동(洪逸童, ?~1464) - 외조모 : 홍일동의 측실 - 어머니 : 숙의 홍씨(淑儀 洪氏, 1457~1510) - 언니 : 혜숙옹주 수란(惠淑翁主 秀蘭, 1478~? ) - 오빠 : 완원군 수(完原君 㥞, 1480~1509) - 오빠 : 회산군 념(檜山君 恬, 1481~1512) - 오빠 : 견성군 돈(甄城君 惇, 1482~1507) - 언니 : 정순옹주 복란(靜順翁主 福蘭, 1486~? ) - 오빠 : 익양군 회(益陽君 懷, 1488~1552) - 오빠 : 경명군 침(景明君 忱, 1489~1526) - 오빠 : 운천군 인(雲川君 𪬦, 1490~1524) - 오빠 : 양원군 희(楊原君 憘, 1491~1551) | - 시아버지 : 윤승류(尹承柳, 1475~1505) - 세종의 딸 정현옹주의 손자 - 시어머니 : 평창 이씨(平昌 李氏, 1476~1543) - 이계남(李季男)의 딸 - 남편 : 영평위(鈴平尉) 윤섭(尹燮, 1492~1516) - 양자 : 윤지함(尹之諴, 1518~1547) - 윤섭의 동생 윤엽의 아들 - 며느리 : 의령 남씨(宜寧 南氏) - 남세웅(南世雄)의 딸 - 손자 : 윤엄(尹儼, 1536~1581) - 손부 : 안동 김씨(安東 金氏) - 김주(金澍)의 딸 |

## 참고 자료
- 정숙옹주 - 한국학중앙연구원